# USS Langley (CVL-27)
USS Langley (CVL-27) byla lehká letadlová loď Námořnictva Spojených států, která působila ve službě v letech 1943–1947. Jednalo se o šestou jednotku třídy Independence.
Loď byla objednána jako lehký křižník třídy Cleveland USS Fargo (CL-85), v březnu 1942 však došlo ke změně objednávky a z budoucího Farga se stala letadlová loď Crown Point. Její stavba byla zahájena 11. dubna 1942 v loděnici New York Naval Shipyard v New Yorku, v listopadu téhož roku byla definitivně přejmenována na Langley na počest USS Langley (CV-1), první americké letadlové lodě, která byla potopena v únoru 1942. K jejímu spuštění na vodu došlo 22. května 1943, v červenci byla překlasifikována na lehkou letadlovou loď a do služby byla zařazena 31. srpna 1943. V letech 1944 a 1945 se zúčastnila operací druhá světové války v Tichomoří, včetně bitev ve Filipínském moři, o Peleliu a u Leyte. Krátce po skončení války byla 11. února 1947 vyřazena a odstavena do rezerv. Roku 1951 byla poskytnuta francouzskému námořnictvu, ve kterém sloužila v letech 1951–1963 jako La Fayette (R96). Po návratu do USA byla roku 1964 odprodána do šrotu.